# Aaron Long
Aaron Ray Long (Oak Hills, California, Estados Unidos, 12 de octubre de 1992) es un futbolista estadounidense. Juega de defensa y su equipo es Los Angeles F. C. de la Major League Soccer.
Es internacional absoluto con la selección de Estados Unidos desde 2018.

## Trayectoria

### Inicios
Long jugó durante cuatro años al fútbol universitario para la Universidad de California en Riverside entre 2010 y 2013, donde anotó 13 goles y registró 5 asistencias con los UC Riverside Highlanders. Durante su etapa como universitario, jugó para el FC Tucson de la USL PDL en las temporadas 2012 y 2013.

### Profesionalismo
Fue escogido por el Portland Timbers en la segunda ronda (puesto 36) del SuperDraft de 2014. Luego de fichar por el club de Portland, fue enviado a préstamo al Sacramento Republic de la USL Pro, donde debutó el 29 de marzo de 2014 en el empate 1-1 ante LA Galaxy II. También jugó a préstamo para el Orange County durante la temporada 2014.
Fue liberado del Portland el 2 de julio de 2014, y a mediados del año fichó por el Seattle Sounders FC, aunque no debutó con el primer equipo. El 14 de marzo de 2015 fue enviado a préstamo al Seattle Sounders FC 2. Anotó su primer gol profesional el 12 de julio en la victoria por 4-0 sobre Arizona United SC. Fue un titular regular en el segundo equipo del Sounders, donde jugó 28 encuentros y además jugó de centrocampista.
Luego de una prueba en el New York Red Bulls durante la pretemporada de 2016, el defensor estadounidense fichó por el New York Red Bull II el 10 de marzo de 2016. Debutó con el club en el empate 2-2 frente al Toronto FC II.
El 16 de agosto de 2016, Long debutó con el primer equipo del Red Bull, como titular en el empate 1-1 contra el Alianza F.C. en la Liga de Campeones de la Concacaf. Anotó dos goles el 2 de octubre de 2016 en el equipo reserva, en los play offs de la USL 2016 en la victoria por 4-0 al Orlando City B. Luego ganaría la final de la Copa USL 2016 junto a su equipo al Swope Park Rangers por 5-1. Al término de la temporada fue parte del equipo del año de la USL y fue nombrado el mejor defensa de la temporada.
El 2 de septiembre de 2017 anotó su primer gol para el primer equipo, en el empate 2-2 ante el FC Dallas. Terminó su primera temporada en la MLS donde jugó 41 encuentros y consolidándose como el defensor central titular.
Fue parte de la campaña del New York Red Bulls que ganó el Supporters Shield de 2018. Y el 7 de noviembre de 2018 fue nombrado defensor del año de la MLS, temporada en que Red Bull, con Long en la cancha, solo concedió 33 goles encajados.

## Selección nacional
Ha representado a la selección de Estados Unidos desde 2018. Su primera llamada fue el 2 de septiembre de 2018. Debutó el 16 de octubre de 2018 en un encuentro amistoso ante Perú en el Rentschler Field, que terminó en empate 1-1.

## Estadísticas

### Clubes
Actualizado al último partido disputado en la temporada 2024.
| Portland Timbers Estados Unidos | 1.ª           | 2014          | 0   | 0  | 0  | 0 | 0  | 0 | 0   | 0  |
| Portland Timbers Estados Unidos | Total club    | Total club    | 0   | 0  | 0  | 0 | 0  | 0 | 0   | 0  |
| Sacramento Republic Estados Unidos | 2.ª           | 2014          | 2   | 0  | 0  | 0 | ―  | ― | 2   | 0  |
| Sacramento Republic Estados Unidos | Total club    | Total club    | 2   | 0  | 0  | 0 | 0  | 0 | 2   | 0  |
| Orange County Blues Estados Unidos | 2.ª           | 2014          | 3   | 0  | 0  | 0 | ―  | ― | 3   | 0  |
| Orange County Blues Estados Unidos | Total club    | Total club    | 3   | 0  | 0  | 0 | 0  | 0 | 3   | 0  |
| Seattle Sounders FC Estados Unidos | 1.ª           | 2014          | 0   | 0  | 0  | 0 | 0  | 0 | 0   | 0  |
| Seattle Sounders FC Estados Unidos | Total club    | Total club    | 0   | 0  | 0  | 0 | 0  | 0 | 0   | 0  |
| Seattle Sounders FC 2 Estados Unidos | 2.ª           | 2015          | 28  | 1  | 2  | 0 | ―  | ― | 30  | 1  |
| Seattle Sounders FC 2 Estados Unidos | Total club    | Total club    | 28  | 1  | 2  | 0 | 0  | 0 | 30  | 1  |
| New York Red Bulls II Estados Unidos | 2.ª           | 2016          | 26  | 4  | 0  | 0 | ―  | ― | 26  | 4  |
| New York Red Bulls II Estados Unidos | Total club    | Total club    | 26  | 4  | 0  | 0 | 0  | 0 | 26  | 4  |
| New York Red Bulls Estados Unidos | 1.ª           | 2016          | 0   | 0  | 0  | 0 | 3  | 0 | 3   | 0  |
| New York Red Bulls Estados Unidos | 1.ª           | 2017          | 34  | 1  | 5  | 0 | 2  | 0 | 41  | 1  |
| New York Red Bulls Estados Unidos | 1.ª           | 2018          | 38  | 3  | 1  | 1 | 6  | 0 | 45  | 4  |
| New York Red Bulls Estados Unidos | 1.ª           | 2019          | 25  | 2  | 0  | 0 | 4  | 0 | 29  | 2  |
| New York Red Bulls Estados Unidos | 1.ª           | 2020          | 17  | 2  | ―  | ― | ―  | ― | 17  | 2  |
| New York Red Bulls Estados Unidos | 1.ª           | 2021          | 5   | 0  | ―  | ― | ―  | ― | 5   | 0  |
| New York Red Bulls Estados Unidos | 1.ª           | 2022          | 30  | 4  | 5  | 1 | ―  | ― | 35  | 5  |
| New York Red Bulls Estados Unidos | Total club    | Total club    | 149 | 12 | 11 | 2 | 15 | 0 | 175 | 14 |
| Los Angeles F. C. Estados Unidos | 1.ª           | 2023          | 25  | 0  | 0  | 0 | 10 | 0 | 35  | 0  |
| Los Angeles F. C. Estados Unidos | 1.ª           | 2024          | 33  | 1  | 3  | 0 | 7  | 0 | 43  | 1  |
| Los Angeles F. C. Estados Unidos | Total club    | Total club    | 58  | 1  | 3  | 0 | 17 | 0 | 78  | 1  |
| Total carrera | Total carrera | Total carrera | 266 | 18 | 16 | 2 | 32 | 0 | 314 | 20 |
| (1) Incluye datos de los play offs de la USL Pro (2015-2016) y los play offs de la Copa MLS (2017-2018) (2) Incluye datos de la U.S. Open Cup (2015-2018) (3) Incluye datos de la Liga de Campeones de la Concacaf (2016-2019) |               |               |     |    |    |   |    |   |     |    |

### Selección nacional
| Selección             | Temporada     | Amistosos | Amistosos | Norteamérica | Norteamérica | Mundial | Mundial | Total | Total |
| Selección             | Temporada     | Part.     | Goles     | Part.        | Goles        | Part.   | Goles   | Part. | Goles |
| --------------------- | ------------- | --------- | --------- | ------------ | ------------ | ------- | ------- | ----- | ----- |
| Adulta Estados Unidos | 2018          | 2         | 0         | -            | -            | -       | -       | 2     | 0     |
| Adulta Estados Unidos | 2019          | 6         | 0         | 8            | 3            | -       | -       | 14    | 3     |
| Adulta Estados Unidos | 2020          | 1         | 0         | -            | -            | -       | -       | 1     | 0     |
| Adulta Estados Unidos | Total         | 9         | 0         | 8            | 3            | 0       | 0       | 17    | 3     |
| Total carrera         | Total carrera | 9         | 0         | 8            | 3            | 0       | 0       | 17    | 3     |

## Palmarés

### Títulos nacionales
| Título                 | Club                  | País           | Año  |
| ---------------------- | --------------------- | -------------- | ---- |
| United Soccer League   | New York Red Bulls II | Estados Unidos | 2016 |
| MLS Supporters' Shield | New York Red Bulls    | Estados Unidos | 2018 |
| U. S. Open Cup         | Los Angeles F. C.     | Estados Unidos | 2024 |

### Distinciones individuales
| Distinción                | Año  |
| ------------------------- | ---- |
| Defensa del año de la USL | 2016 |
| Defensa del año de la MLS | 2018 |
| MLS Best XI               | 2018 |